# Gazette de Leyde

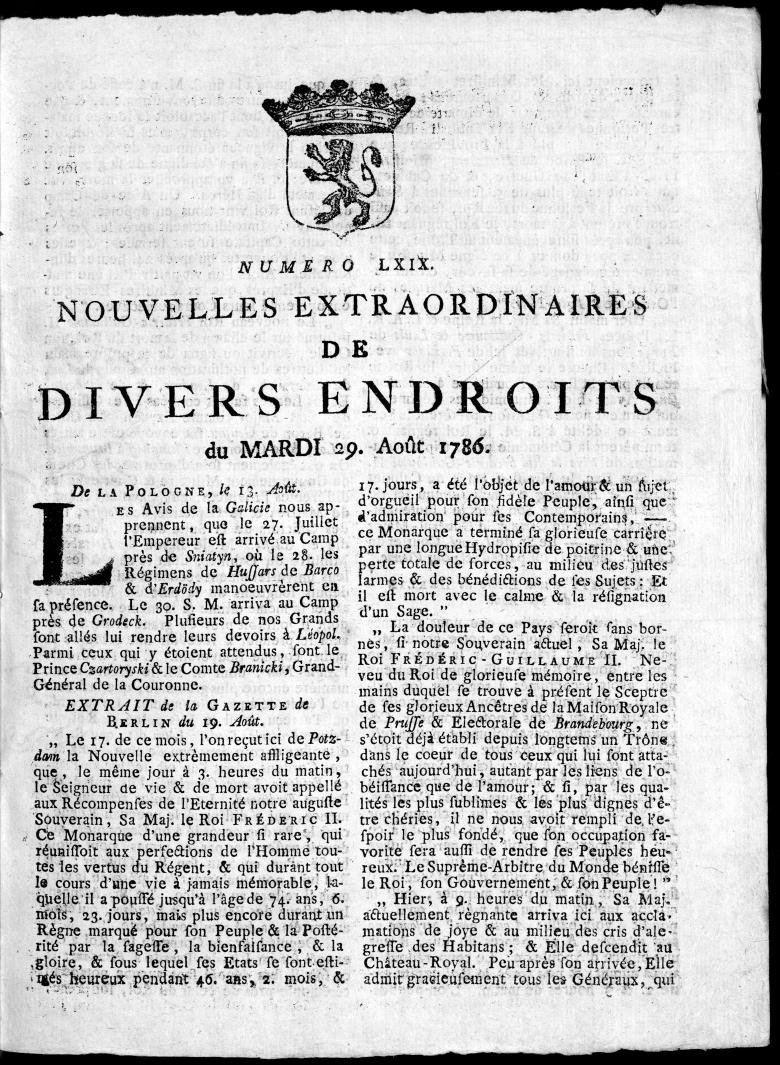
Eerste pagina van de Gazette de Leyde van 29 augustus 1786

De Gazette de Leyde (ook wel Les Nouvelles extraordinaires de divers endroits (Buitengewone nieuwtjes uit diverse oorden), was een politieke gazette (voorloper van een krant), die tussen 1680 en 1811 werd gepubliceerd. Aan het einde van de 18e eeuw, met name in de jaren 1770 en 1780, was de Gazette de Leyde een van de belangrijkste politieke kranten in de westerse wereld. Voor het Franse lezerspubliek bood de krant een volledige verslag van de Amerikaanse Onafhankelijkheidsoorlog.
De Gazette de Leyde verscheen in het Frans in het Hollandse Leiden. Gedurende het grootste deel van de achttiende eeuw genoot Holland een aanzienlijke persvrijheid. De oplage van de krant overschreed op het hoogtepunt waarschijnlijk de 10.000 exemplaren. Mogelijk werden er toen 100.000 lezers in heel Europa bereikt.

## Achtergrond
In de 18e eeuw bestond er in de Republiek der Verenigde Nederlanden een relatief grote tolerantie in zake van pers- en godsdienstvrijheid. Vergeleken met de meeste buurlanden, zoals Frankrijk, Groot-Brittannië of het Heilige Roomse Rijk, was er relatief weinig overheidsbemoeienis in de vorm van censuur of monopolies.
Toen na de intrekking van het Edict van Nantes in 1685 vele hugenoten Frankrijk ontvluchtten om zich in protestantse landen te vestigen, begonnen enkelen onder hen in hun nieuwe woonplaatsen, waaronder die in Nederland, tijdschriften te publiceren waarin een vrijmoedig verslag wordt uitgebracht over de politieke actualiteiten in Frankrijk en andere Europese landen.

## Geschiedenis
In 1680 richt een naar de Nederlandse stad Leiden uitgeweken Fransman, Jean de la Font, een politiek tijdschrift op, dat gericht is op de in Nederland wonende Fransen, maar ook op tot de maatschappelijke elite behorende personen in heel Europa. De officiële naam van de publicatie was "Les Nouvelles extraordinaires de divers endroits", maar het tijdschrift wordt al spoedig algemeen bekend onder de naam "Gazette de Leyde". In 1738 wordt het tijdschrift overgenomen door Étienne Luzac, en weer later door diens neef, Jean Luzac, onder wiens redactie het tijdschrift het hoogtepunt van zijn roem bereikt en een krant wordt, die onmisbaar wordt geacht door de intellectuelen van de tweede helft van de 18e eeuw.

## Voorstander van de verlichting
De Gazette de Leyde staat heel positief tegenover de nieuwe maatschappelijke ideeën van de Verlichting en ondersteunt de Amerikaanse Opstand, de Amerikaanse Onafhankelijkheidsoorlog, de Franse Revolutie, de Bataafse Revolutie en de Poolse Grondwet van 3 mei 1791.

## Verspreiding en lezers
De krant dankte haar waarde voor een groot deel aan haar netwerk van correspondenten over heel Europa. Thomas Jefferson noemde de Gazette de Leyde "de beste krant van Europa" en "de enige die de moeite waard is om te lezen" en naar verluidt was het het enige nieuwsblad dat gelezen werd door koning Lodewijk XVI.
De krant wordt gelezen door de aanhangers van de Verlichting, door diplomaten en aan alle vorstenhoven in Europa. Officieel had de Gazette de Leyde in de jaren 1780 een oplage van 4200 exemplaren, maar historici ramen dat de werkelijke oplage veel hoger was, omdat er ook diverse piratenedities werden uitgegeven.

## Laatste jaren
Hoewel de krant open stond voor de liberale ideeën aan het eind van de 18e eeuw, stond zij wel wantrouwig tegenover gewelddadige volksbewegingen. De krant verloor aan belang met het uitbreken van de Franse Revolutie en de Bataafse Revolutie. In de nieuwe situatie raakte zij gemarginaliseerd als een op de elite gerichte periodiek. De krant werd in april 1798 voor de eerste maal verboden, maar verschijnt in oktober van dat jaar opnieuw onder de naam "Nouvelles politiques de Leyde" tot 1804, wanneer de verschijning van het blad voor de tweede maal wordt stopgezet. Het blad verschijnt kort daarop met weer een nieuwe naam "Journal politique" en wordt dan het officiële persorgaan van de regering van Lodewijk Napoleon Bonaparte, koning van Holland, tot aan het overlijden van Jean Luzac in 1807, tijdens de Leidse buskruitramp. Toen Nederland in 1810 door Frankrijk wordt geannexeerd, duurde het niet lang meer voordat de krant op last van keizer Napoleon definitief werd gesloten.

## Voetnoten
1. ↑  (fr)  Bernard Coppens, 1789-1815 Gazette de Leyde. 2 februari 2006. 1789-1815.
2. ↑  Hannah Barker, Simon Burrows, Press, politics and the public sphere in Europe and North America, 1760-1820, Cambridge University Press, 2002, ISBN 0-521-66207-9, blz. 170
3. ↑  L.H. Butterfield en Marc Friedlaender, Adams Family Correspondence, Harvard University Press, Google Print, blz. xiv
4. ↑  Gazette de Leyde - Nouvelles extraordinaires de divers endroits. Hinck & Wall, Inc. / viaLibri.
5. ↑  John Christian Laursen, New essays on the political thought of the Huguenots of the Refuge, Brill, 1995, ISBN 90-04-09986-7, Google Print, blz.73, 94-5